# 王含光
王含光（？年—？年），字表樸，號似鶴，山西平陽府蒲州猗氏縣人，明末清初政治人物。

## 生平
幼孤，受教于祖父王國瑚，崇禎三年（1630年）與叔父王巖楨同中庚午科山西鄉試舉人，崇禎四年（1631年）辛未科進士。吏部觀政。崇禎六年（1633年）授行人司行人，丁憂，崇禎九年（1636年）起補原職。
明亡，清順治中，被举荐，授礼部儀制司员外郎，历任吏部考功司郎中、吏部文选司郎中、光禄寺丞、光禄寺少卿、太仆寺少卿，順治十二年（1655年）十月，轉任河南按察使，居官清慎。善七言诗，又工画，顺治皇帝曾賜御筆山水画一轴。致仕归乡后，修建似園，營建王官别墅，著有《易学三述》、《易圖直解》、《谷口诗集》行世。

## 家族
祖父王國瑚，光祿寺少卿。父王春楨，行人。母荊氏，贈恭人。
子王密、王儉，俱官監。